# Julien Priollet
Pour les articles homonymes, voir Priollet.
Julien Georges Priollet né le 2 mai 1877 à Paris 18e et mort le 7 avril 1953 à Châlons-sur-Marne, est un Trésorier-payeur général et un romancier français.

## Biographie
Auteur ou coauteur avec son épouse Edmée Bauer (1880-1958), qui publiait aussi sous les pseudonymes de Jean Demais et Robert Valin, et son frère Marcel Priollet, de romans populaires, il signera ses œuvres sous le pseudonyme de Maxime La Tour mais également ailleurs sous le pseudonyme « Un poilu », alias déclaré à la SGDL.
Il fut aussi scénariste de film pour la société Les Films Pierrot pour laquelle, toujours  sous le pseudonyme de Maxime La Tour, il signa le scénario du film Papa Bon Cœur (peut-être avec son épouse ou son frère) au générique duquel figurait l'acteur Pierre Blanchar dans une de ses premières apparitions au cinéma. Il est l'auteur d'une trentaine de romans sentimentaux et d'aventures .

## Distinctions
- Officier d'Académie (arrêté du 16 février 1909).
- Officier de l'Instruction publique (arrêté du 15 février 1933).
- Officier du Nichan Iftikhar en 1909
- Chevalier de la Légion d'Honneur au titre du Ministère de l'Intérieur (décret du 3 septembre 1926). Parrain : Pierre Gabion, administrateur de l'Opéra.
- Officier de la Légion d'Honneur au titre du Ministère des Finances (décret du 2 août 1935). Parrain : Charles Magny, directeur général de la Sûreté nationale.